# Cosworth
Cosworth – brytyjskie przedsiębiorstwo założone w Londynie w 1958 roku, projektujące i budujące silniki. Nazwa pochodzi od nazwisk założycieli, którymi byli Mike Costin i Keith Duckworth. Firma przeniosła siedzibę do Northampton oraz przeszła zmiany własnościowe i organizacyjne, od 2004 jest to Cosworth Group.
Firma specjalizuje się w wyścigach samochodowych. W sezonie 2006 dostarczała podzespoły dla dwóch stajni Formuły 1: Williams korzystał z ich silników V8, skrzyni biegów i powiązanej elektroniki; zespół Scuderia Toro Rosso używał zmodyfikowanych silników V10. W sezonie 2010, po wygraniu przetargu na dostawę tanich silników do F1, Cosworth powrócił do tej serii. Zespoły mogły zakupić pakiet jednostek napędowych na cały sezon, za kwotę nieprzekraczającą 5 milionów euro. Z usług Coswortha skorzystały zespoły: Lotus (sezon 2010), Williams (2010-2011), HRT (2010-2012) oraz Marussia (2010-2013). Najlepszym dziełem firmy do dziś pozostaje silnik DFV, który wygrał 155 Grand Prix.
W 1969 roku Cosworth stworzył swój jedyny samochód Formuły 1, model 4WD.
Firma produkuje i dostarcza także silniki do seryjnych sportowych samochodów Marussia. Silnik 3,5 litrowy wolnossący o mocy 300 KM, 2,8 litra turbodoładowany o mocach 320 i 420 KM.